# 아이마라어
아이마라어는 안데스의 아이마라인에 의해 사용되는 아메리카 토착언어이다. 케추아어, 과라니어와 함께 토착민 언어중에서는 가장 세력이 큰 언어 중 하나이다. 볼리비아와 페루에서 과라니어, 스페인어와 함께 공용어로 지정되어 있다. 사용인구는 약 200만 명 가량이다. 어순은 SOV이며, 포합어적 성격이 강한 교착어이다. 케추아어와 같은 계통이라는 설이 있으나, 언어동조대 현상으로, 동계언어는 아니다.

## 방언
아이마라어는 지역에 따른 방언차가 있지만 모든 방언은 상호 의사 소통 가능하다.
아이마라어 연구의 대부분은 페루의 티티카카호 남쪽 지역의 방언이나 라파스 지역 방언에 중점을 두고 있다. 루시 브리그스는 두 지역의 방언 모두가, 볼리비아의 라파스와 페루의 푸노 지방을 포괄하는 북부 아이마라 방언의 일부라고 본다. 남부 아이마라 방언은 칠레 북부 이키케주의 동쪽 절반과 볼리비아 오루로주의 대부분 지역에서 쓰인다. 포토시 북부와 코차밤바 서남부에서도 쓰이지만 이 지역에서는 서서히 케추아어에 밀려 대체되고 있다.
중부 아이마라 방언은 북부 및 남부 방언 모두와 공통점이 있으며, 페루 남부와 칠레 동북단의 타크나 및 모케과의 동쪽 절반에서 쓰인다.

## 음운론

### 모음
아이마라어에는 /a i u/ 3개의 모음 음소가 있으며, 대부분의 방언은 모음의 길이를 구별한다. 장모음은 모음 글자 위에 트레마를 붙여 ‹ä ï ü›처럼 나타낸다. 고모음은 구개수 자음 앞뒤에 올 때 중모음으로 높이가 낮아진다. (/i/ → [e], /u/ → [o])
아이마라어에서는 모음 탈락이 흔하다. 모음 탈락이 일어나는 이유는 (1) 음소배열론적 이유, (2) 통사론적 이유, (3) 형태음소론적 이유의 세 가지 중 하나이다.
- 음소배열론적 모음 탈락, 즉 모음충돌 해소는 합성이나 접미사 부착 때문에 두 모음이 이웃하게 됐을 때 일어난다. 이 환경에서는 두 모음 중 하나가 탈락하게 되는데, (1) 두 모음 중 하나가 /u/이면 그 모음이 살아남고, (2) 두 모음이 /i/와 /a/이면 /i/가 살아남으며, (3) 두 모음이 같은 모음이면 하나만 살아남는다.
- 통사론적 이유로도 모음 탈락이 일어날 수 있다. 예를 들어 명사 합성어나 명사구 안에서는, 3개 이상의 모음을 지닌 모든 형용사·명사 수식어의 마지막 모음이 탈락한다.
- 가장 흔한 것은 형태음운론적 모음 탈락이다. 어떤 접미사는 항상 선행 모음을 탈락시키고, 어떤 접미사는 특정 환경에서 스스로의 모음을 잃어버린다. 선행 모음을 탈락시키는 접미사들 사이에는 공통의 형태론적·형태통사론적·의미론적 특징이 없으며, 어떤 유형의 접미사라도 선행 모음을 탈락시킬 수 있다.

### 자음
아이마라어는 양순음, 치경음, 경구개음, 연구개음, 구개수음 위치의 파열음 음소가 있다. 파열음은 유성음과 무성음의 구분이 없지만(예컨대 [p]와 [b]의 구분이 없음), 평음(무기음), 방출음, 유기음의 세 가지 계열이 대립한다. [ʃ, h, ŋ]와 같은 소리는 /t͡ʃ, χ, n/의 변이음으로 존재한다. 아이마라어에는 또한 탄음 /ɾ/, 비음과 설측음의 치경음·경구개음 대립, 반모음 /w/와 /j/가 존재한다.
|        |        | 양순음 | 치음/ 치경음 | 후치경음/ 경구개음 | 연구개음 | 구개수음 |
| ------ | ------ | ------ | ------------ | ------------------ | -------- | -------- |
| 비음   | 비음   | m      | n            | ɲ                  |          |          |
| 파열음 | 무기음 | p      | t            | t͡ʃ                 | k        | q        |
| 파열음 | 유기음 | pʰ     | tʰ           | t͡ʃʰ                | kʰ       | qʰ       |
| 파열음 | 방출음 | pʼ     | tʼ           | t͡ʃʼ                | kʼ       | qʼ       |
| 마찰음 | 마찰음 |        | s            |                    | x        | χ        |
| 유음   | 설측음 |        | l            | ʎ                  |          |          |
| 유음   | 탄음   |        | ɾ            |                    |          |          |
| 반모음 | 반모음 |        |              | j                  | w        |          |

### 강세
강세는 일반적으로 마지막에서 두 번째 음절에 오지만, 장모음 때문에 위치가 변할 수도 있다. 구의 마지막 단어를 제외한 단어의 마지막 모음은 탈락하지만, 강세는 여기에 영향을 받지 않는다.

### 음절 구조
대부분의 어근은 2음절로 되어 있으며, 몇몇 예외를 빼면 모든 접미사는 단음절이다. 어근은 (C)V(C)CV의 형태를 따르며 CVCV가 가장 흔하다. 대부분의 접미사는 CV 꼴이지만 CVCV, CCV, CCVCV, VCV 꼴도 드물게 있다.
아이마라어의 교착어 및 접미사 언어로서의 특징은, 모음 탈락으로 인한 형태음운론적 교체 및 음운론적 제약과 결합함으로써 형태소·음절·단어·구 수준에서 흥미로운 표면형을 만들어낸다. 아이마라어에 나타나는 음운론적·형태음운론적 과정으로는 음절 약화, 삽입, 삭제, 첩어 등이 있다.

## 같이 보기
- 하카루어
- 아메리카 원주민 언어

## 참고 문헌
- Coler, Matt. A Grammar of Muylaq' Aymara: Aymara as spoken in Southern Peru 보관됨 2014-12-20 - 웨이백 머신. Brill: Leiden, 2014.
- Núñez, R., & Sweetser, E. With the Future Behind Them : Convergent Evidence From Aymara Language and Gesture in the Crosslinguistic Comparison of Spatial Construals of Time. 보관됨 2021-02-23 - 웨이백 머신 Cognitive Science, 30(3), 401-450.

## 추가 문헌
- Coler, Matt. http://www.brill.com/products/book/grammar-muylaq-aymara 보관됨 2014-12-20 - 웨이백 머신 A Grammar of Muylaq' Aymara: Aymara as spoken in Southern Peru]. Brill: Leiden, 2014.  ISBN 9789004283800
- Coler, Matt. The grammatical expression of dialogicity in Muylaq' Aymara narratives. International Journal of American Linguistics, 80(2):241–265. 2014.
- Coler, Matt and Edwin Banegas Flores. A descriptive analysis of Castellano Loanwords in Muylaq' Aymara. LIAMES – Línguas Indígenas Americanas 13:101-113.
- Gifford, Douglas. Time Metaphors in Aymara and Quechua. St. Andrews: University of St. Andrews, 1986.
- Guzmán de Rojas, Iván. Logical and Linguistic Problems of Social Communication with the Aymara People. Manuscript report / International Development Research Centre, 66e. [Ottawa]: International Development Research Centre, 1985.
- Hardman, Martha James. The Aymara Language in Its Social and Cultural Context: A Collection Essays on Aspects of Aymara Language and Culture. Gainesville: University Presses of Florida, 1981. ISBN 0-8130-0695-3
- Hardman, Martha James, Juana Vásquez, and Juan de Dios Yapita. Aymara Grammatical Sketch: To Be Used with Aymar Ar Yatiqañataki. Gainesville, Fla: Aymara Language Materials Project, Dept. of Anthropology, University of Florida, 1971.
- Hardman, Martha James. Primary research materials online as full-text in the University of Florida's Digital Collections, on Dr. Hardman's website, and learning Aymara resources by Dr. Hardman.